# 傑米夫希納
49°55′30″N 30°56′20″E / 49.92500°N 30.93889°E
德米夫什奇納（烏克蘭語：Демівщина）是位於烏克蘭北部的村莊，由基辅州奧布希夫區的卡哈爾利克市鎮負責管轄。該村始建於1700年，面積3.44平方公里，海拔高度152米，2001年人口505，人口密度每平方公里147人。